# Moloma
Moloma (russisk: Молома) er en flod i Kirov oblast i Rusland. Den er en nordlig biflod til Vjatka, som den udmunder i ved byen Kotelnitsj. Moloma er 419 km lang, og afvandingsområdet er på 12.700 km2. Moloma fryser til i begyndelsen af november og forblir islagt til sent i april.
58°20′10″N 48°27′41″Ø / 58.3361°N 48.4614°Ø